# Best, Best
Best, Best je singl americké raperky a autorky Missy Elliott.Autory a producenty songu Best, Best jsou Missy Elliott a Danja.Je to píseň ve stylu Hip hop, R&B, která má futuristický zvučné střední tempo.Jako v některých dalších songů Missy Elliott zde rapuje i zpívá.
Best, Best byl prvně zveřejněn na jejím MySpace a jejích oficiálních webových stránkách v červnu 2008.
Best, Best se nejspíš nestane prvním singlem z alba Block Party jak se předpokládalo, prozradila to Missy Elliott v rozhovoru pro Billboard Magazine.

## Charts
| Chart (2008)                         | Nejvyšší pozice |
| ------------------------------------ | --------------- |
| U.S. Billboard Hot R&B/Hip-Hop Songs | 94              |